# 344 km (obwód pskowski)
344 km (ros. 344 км) – przystanek kolejowy w lasach, w rejonie newelskim, w obwodzie pskowskim, w Rosji. Położony jest na linii Wielkie Łuki - Newel, w oddaleniu od skupisk ludzkich. Najbliższymi miejscowościami są Żury na południu i Czerieuchino na północy.